# حسین مکی
سید حسین مکی (۱۲۹۰ میبد – ۱۷ آذر ۱۳۷۸ تهران) سیاستمدار، نویسنده، مورخ، نماینده مجلس شورای ملی ایران در چند دوره، نماینده اول تهران در دوره شانزدهم مجلس شورای ملی و از فعالان سیاسی در نهضت ملی شدن صنعت نفت بود.

## آغاز کار
مکی تحصیلات ابتدایی را در مدرسه سلطانی و دوره متوسطه را در دارالمعلمین تهران و مدرسه معرفت تا کلاس دهم گذراند. سپس به شهر یزد رفت و به پیشنهاد رئیس معارف یزد، به عنوان معلم کلاس ششم استخدام شد. دو سال به معلمی پرداخت و پس از آن به تهران رفت و تحصیلات خود را نزد معلمین خصوصی ادامه داد. چندی ادبیات فارسی، صرف و نحو عربی، منطق و عرفان تحصیل کرد و در طول خدمت وظیفه، در زمینه‌ های مختلف ادبی تتبع کرد.
مکی نخست در دکان دوچرخه‌ سازی مشغول به کار شد که شیخ حسن خان برایش باز کرد. پس از تشکیل نیروی هوایی به ارتش پیوست و تا درجهٔ استواری ارتقاء یافت. اما به دلایلی از خدمت در نیروی هوایی شاهنشاهی ایران برکنار شد. او پس از مدتی در اداره راه ‌آهن اشتغال یافت و به سمت مدیرکل این اداره رسید.

## ورود به سیاست
در سال ۱۳۲۲ مکی به اتفاق عده‌ای از مهندسان، حزب ایران را تأسیس کرد. در فروردین و اردیبهشت ۱۳۲۵ معاون شهردار تهران بود و بعد به سبب اختلاف با مهدی مشایخی شهردار تهران، به محل کار خود در وزارت راه بازگشت و با سمت مدیرکل وزارت کار به فعالیت پرداخت.
در همان سال، پس از آنکه احمد قوام نخست‌وزیر وقت، حزب دموکرات را به راه‌انداخت، به درخواست قوام عضو کمیته تشکیلات و سپس رئیس تشکیلات حزب در غرب ایران شد. سال بعد به نمایندگی از اراک به مجلس شورای ملی رفت (دوره پانزدهم).
در پی سقوط دولت قوام‌السلطنه در ۱۸ آذر ۱۳۲۶، مکی بنای مخالفت با دولت حکیم‌الملک را گذاشت که پس از قوام روی کار آمد. پس از آن‌که محمد مسعود روزنامه‌نگار جنجالی ترور شد، مکی همراه با حائری‌زاده و عبدالقدیر آزاد دولت حکیمی را استیضاح کرد و به انتقاد از عملکرد دادگستری و دخالت ارتش و شهربانی در امور کشور پرداخت. پس از طرح استیضاح، دولت حکیمی که با اکثریت قاطعی روی کار آمده بود، با اکثریتی ضعیف (۵۵ رأی موافق) توانست رأی اعتماد بگیرد.

## نهضت ملی شدن نفت
پس از ترور نافرجام محمدرضا شاه، دولت حکومت نظامی اعلام کرد، حزب توده منحل و اعضا و هواداران آن زندانی شدند، سید ابوالقاسم کاشانی به دستور رزم‌ آرا شبانه از خانه‌اش بزور بیرون کشیده و به قلعه فلک‌ الافلاک در خرم آباد برده و از آن‌جا به لبنان تبعید شد. مطبوعات بشدت زیر فشار و سرکوب رفتند. دولت ساعد در چنین فضائی انتخابات مجلس مؤسسان را برای تغییر اصولی از قانون اساسی به منظور افزایش اختیارات محمدرضا شاه برگزار کرد.
مکی همراه با مظفر بقائی و ابوالحسن حائری‌زاده دولت ساعد را استیضاح و او را متهم کردند که دستور تشکیل مجلس مؤسسان و تغییر قانون اساسی را از انگلستان گرفته و اینکه دولتش زیر نفوذ سپهبد رزم‌آرا رئیس ستاد ارتش است. این استیضاح طولانی‌ترین استیضاح در تاریخ قانونگذاری ایران تا آن زمان بود اما سرانجام دولت ساعد با رأی موافق نود نماینده از ۹۶ نماینده حاضر در مجلس، رأی اعتماد گرفت.
مکی در دوران حکومت رزم آرا و ساعد به مخالفت با قرارداد گس-گلشائیان پرداخت. در اواخر دوره پانزدهم مجلس، دولت عجله داشت که قرارداد گس-گلشائیان را به تصویب برساند. به همین لحاظ مکی شبها را در مجلس می‌خوابید تا بتواند روز بعد اولین سخنران مجلس باشد و نوبت را از دست ندهد.
بدین ترتیب او توانست تا پایان عمر مجلس پانزدهم یک‌سره به عنوان مخالف سخنرانی کند و وقتی برای تصویب قرارداد باقی نگذارد. درهمین ایام با همکاری بقایی حزب اقلیت را تشکیل داد و در انتخابات مجلس شانزدهم در سال ۱۳۲۸ با همکاری مصدق به نمایندگی مردم تهران برگزیده شد و قویاً با دولت رزم آرا مبارزه کرد.
حسین مکی در زمره معترضان انتخابات دوره شانزدهم مجلس به همراه مصدق و جمعی از مدیران جراید در کاخ شاه متحصن شد که به تشکیل جبهه ملی انجامید. او به عنوان مخبر کمیسیون نفت در همین دوره انتخاب شد و با سمت دبیر جبهه ملی در ملی شدن صنعت نفت فعالیت کرد.
مکی در دولت مصدق به عنوان یکی از اعضای هیئت خلع ید، از شرکت سابق نفت برگزیده و برای تحقق این امر عازم خوزستان شد. پس از سه ماه مسئولیت امور عمرانی خوزستان را بر عهده گرفت و در ۱۳۳۰ همه تابلوهای شرکت نفت ایران و انگلیس را پایین آورد و پیام تشکری از مصدق و نیز کاشانی دریافت کرد. در همین هیئت برای دستیابی به اهداف نهضت ملی به خارج از کشور رفت و در شمار افرادی بود که تهدید به جلوگیری از صادرات نفت ایران کرد. به همین علت روزنامه‌ها به او لقب «سرباز فداکار وطن» دادند.
مکی در دوره هفدهم مجلس شورای ملی به عنوان نماینده اول از تهران انتخاب شد. در ۲۹ اسفند ۱۳۳۱ مشاور مصدق شد تا برای دفاع از حقوق مشروع کشور با وی همکاری و تشریک مساعی کند که البته به علت بروز اختلافاتی، از این کار امتناع ورزید.

## مخالفت با مصدق
بعد از واقعه ۳۰ تیر ۱۳۳۱، فاصله مکی از مصدق بیشتر شد و با سید ابوالقاسم کاشانی و مظفر بقائی به همکاری پرداخت. با این همه در شهریور ۱۳۳۱ بنا به دعوت بانک جهانی از سوی مصدق عازم آمریکا شد تا حمایت بانک جهانی را از موضع دولت ایران در مسئله نفت به دست آورد.
در ۱۶ فروردین ۱۳۳۲ به همراه قائم‌مقام‌الملک رفیع و عبدالله معظمی جزء هیئت هشت نفری از سوی مجلس مأمور شد تا از سویی بین مصدق و محمدرضا شاه و از سوی دیگر میان مصدق و کاشانی آشتی برقرار سازد. در همین زمان به پیشنهاد مصدق، نامزد وزارت دربار شد که مکی نپذیرفت.
در روز اول شهریور ۱۳۳۲، مکی طی نامه‌هایی خطاب به محمدرضا شاه و نخست‌وزیر، محاکمه مصدق را در دادرسی ارتش خلاف قانون دانست و متذکر شد مصدق بایستی طبق قانون محاکمه وزراء تحت تعقیب قرار گیرد. در ۲۵ شهریور طبق تصویب‌نامه هیئت وزیران به عضویت شورای عالی نفت انتخاب شد.
در سال ۱۳۳۴ به دنبال سوءقصد به حسین علاء، دادرسی ارتش به پرونده قتل رزم آرا رسیدگی کرد و عده‌ای در حدود ۲۲ نفر بازداشت شدند که از جمله آن‌ها حسین مکی بود. مدت زندانی‌اش نزدیک به یک ماه طول کشید.
مکی به اتفاق مظفر بقائی در سال ۱۳۳۹ سازمان نگهبان آزادی را بنیاد نهاد و علیه انتخابات تابستانی دوره بیستم اعلام جرم کرد، پس از مدت کوتاهی از این فعالیت جلوگیری شد و مکی از آن پس از فعالیت‌های سیاسی تا حدودی کناره گرفت و به کار تدوین و تحقیق تاریخ معاصر پرداخت.

## درگذشت
حسین مکی سرانجام در ۱۷ آذر ۱۳۷۸ بر اثر بیماری سرطان درگذشت و در قطعه هنرمندان بهشت زهرا به خاک سپرده شد.

## تالیفات
- تاریخ بیست ساله ایران (حسین مکی بعد از انقلاب اسلامی، دنباله تاریخ بیست ساله را ادامه داد و پنج مجلد دیگر انتشار داد که مجموعاً عنوان مذکور در هشت جلد انتشار یافته‌است)
- کتاب سیاه (در هشت مجلد)
- زندگانی سید حسن مدرس (دو مجلد)
- وقایع سی تیر
- نفت و نطق مکی
- زندگانی سیاسی سلطان احمدشاه قاجار
- مقدمهٔ دیوان فرخی یزدی، انتشارات علمی (دیوان فرخی به کوشش وی گردآوری شده، و به شکل تکمیل شده در آذر ۱۳۵۷ به چاپ رسید)
- استیضاح مکی
- بقائی و حائری‌زاده
- مجموعه نطقهای مصدق
- خاطرات سیاسی (دو جلد)
- گلستان ادب
- زندگی میرزا تقی خان امیرکبیر